# Charles Wesley
Charles Wesley (Epworth, Lincolnshire, Inglaterra, 19 de diciembre de 1707-29 de marzo de 1788) fue un reformador británico, fundador - junto con su hermano John Wesley - del movimiento metodista. Es uno de los más conocidos y prolíficos compositores de himnos en la historia del protestantismo. Su nombre figura entre las celebraciones del Calendario de Santos Luterano.

## Biografía

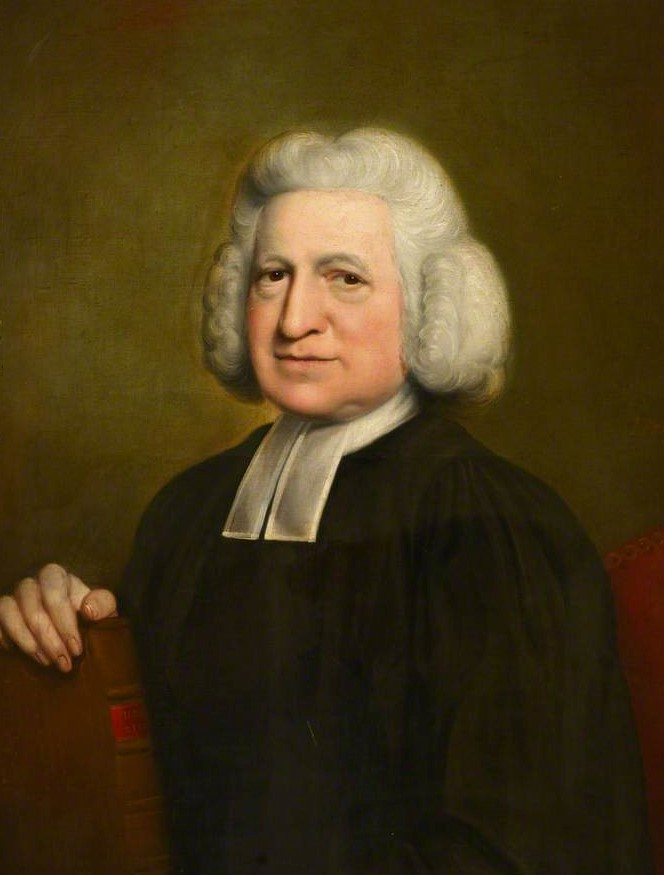
Retrato de Wesley, pintado por John Russell

Tal como su hermano mayor, Charles nació en Epworth. Fue educado en el Westminster School de Londres y luego en el Christ Church College de Oxford, donde su hermano mayor también había estudiado y organizado a los "metodistas de Oxford", un grupo de compañeros de estudios que se reunían desde 1727 para experimentar sus creencias cristianas en la vida cotidiana. El calvinista George Whitefield también formaba parte activa de ese grupo.
Charles siguió a su padre y a su hermano como clérigo en la Iglesia de Inglaterra, graduándose en 1735. Ese mismo año,zarpó hacia la colonia americana de Georgia, como secretario del gobernador James Oglethorpe (fundador de la colonia), pero tuvo que regresar a Inglaterra un año más tarde por problemas de salud.
A pesar de su fraternal cercanía, Charles y su hermano John no siempre estaban de acuerdo, ni siquiera con respecto a las convicciones que los hacían participar tan activamente en lo que en ese momento ya se conocía como "avivamiento metodista". En particular, Charles siempre se opuso tenazmente a que el movimiento se apartara de la Iglesia de Inglaterra. Sin embargo, a causa su entusiasta predicación fue expulsado de la única parroquia anglicana que pastoreaba, y su obispo le prohibió el acceso a otra, de modo que tuvo que sumarse a las pujantes iglesias metodistas independientes que ya se estaban organizando.
En 1749, contrajo matrimonio con Sarah Gwynne, hija de Marmaduke Gwynne, un rico hacendado galés que se había convertido al metodismo por las predicaciones de Howell Harri. Ella acompañó a los hermanos Wesley en sus viajes evangelizadores por toda Gran Bretaña, hasta que Charles dejó de viajar en 1765, tras servir dieciocho años como evangelizador, para establecerse en la ciudad de Bristol.
Charles y Sarah tuvieron ocho hijos, aunque solo tres sobrevivieron a la primera infancia, incluyendo a Samuel Wesley (1766-1837), organista y compositor.

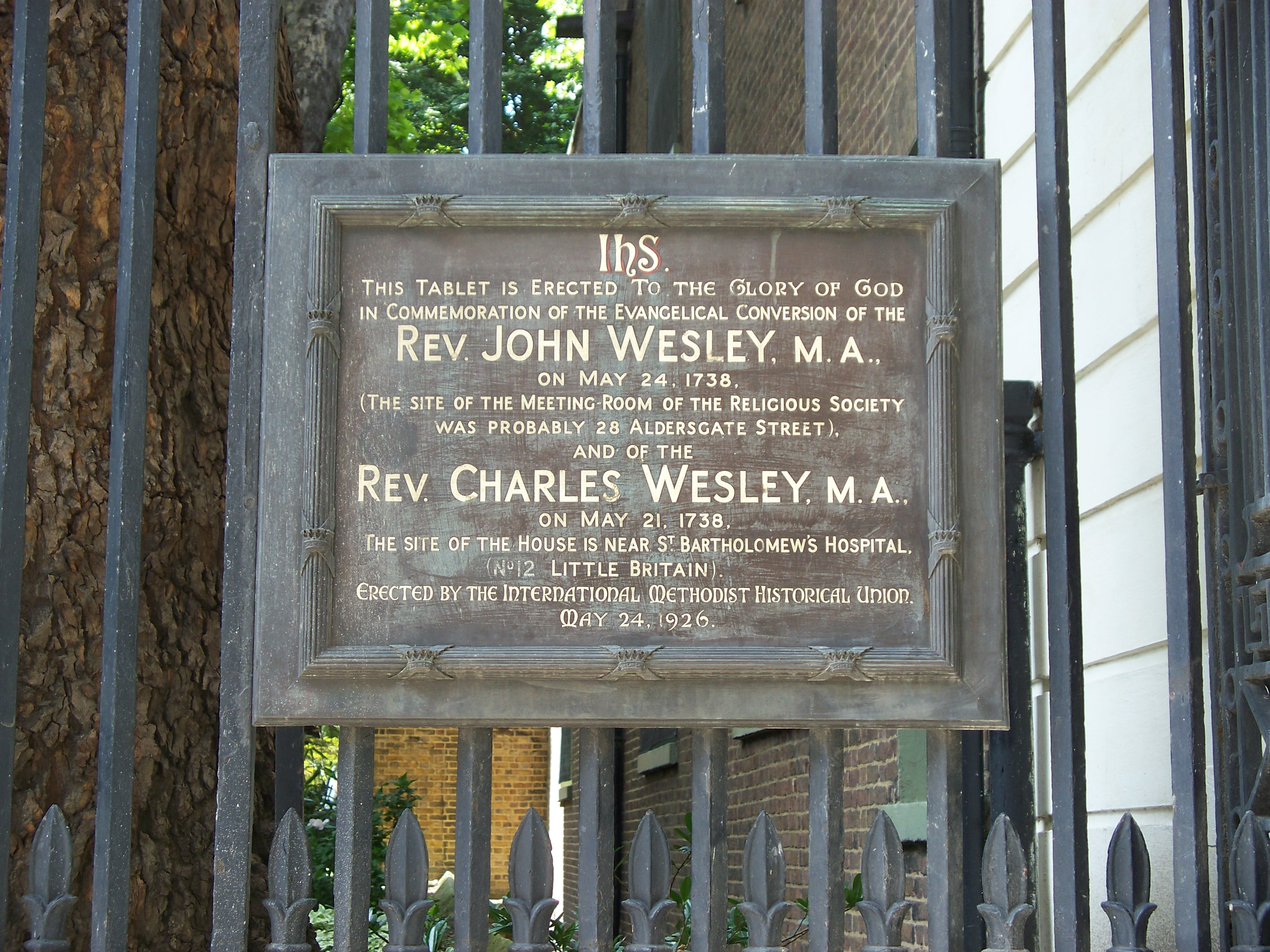
Placa en Postman's Park, Londres, conmemorando a los hermanos Wesley
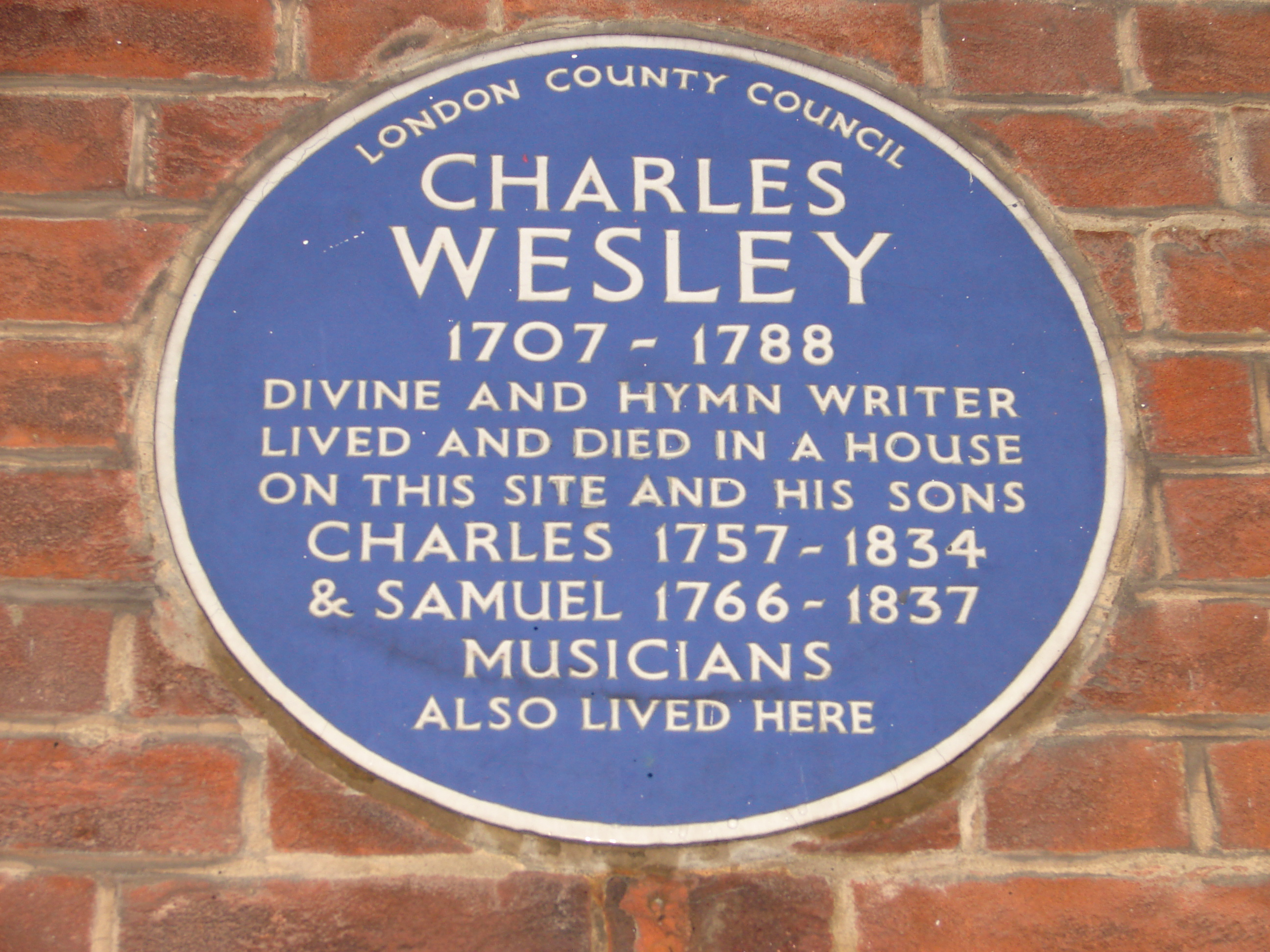
Placa conmemorativa en Westminster en la casa de Wesley

## Himnos

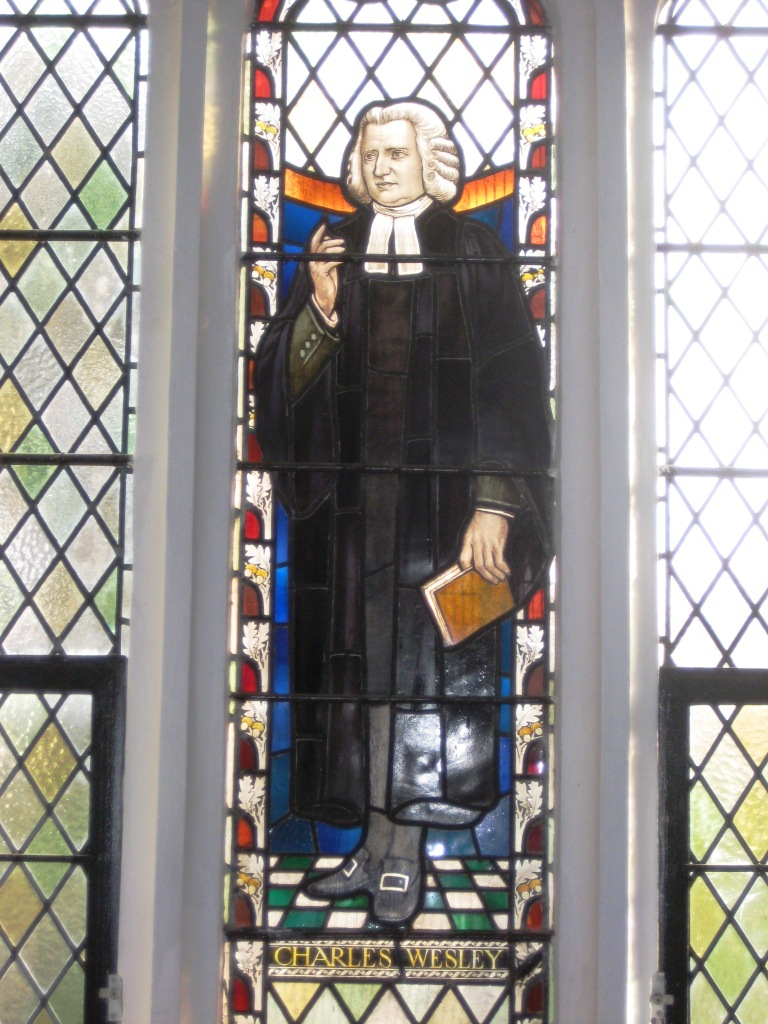
Wesley en una vidriera de Arnold Robinson, en St. Matthew's Church, Bristol

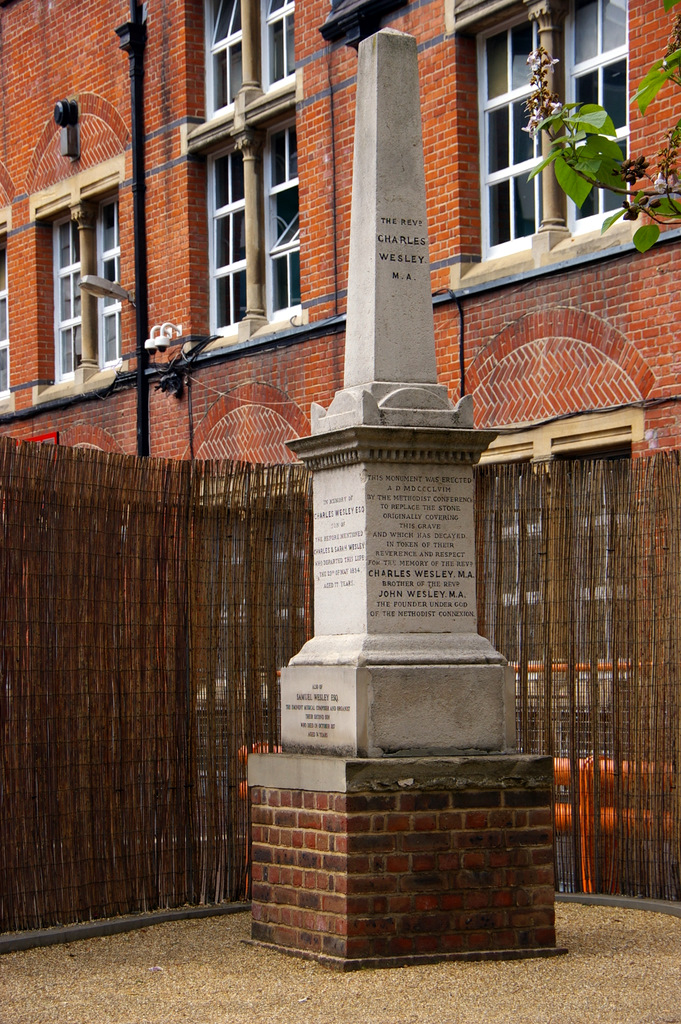
Monumento erigido en St Mary le Bone Old Churchyard para marcar la posición de la tumba original de Charles Wesley

Casi todos los himnos de Charles Wesley tuvieron su origen en alguna experiencia personal, por ejemplo, "Mil voces para celebrar" (1739) conmemora su gratitud a Dios con ocasión del primer aniversario de su "nuevo nacimiento". Escribió himnos para casi todos los días especiales del Calendario cristiano, otros fueron inspirados mientras recorría los campos británicos camino a alguna iglesia, o los compuso específicamente para animar a algún predicador local o para mantener su propio entusiasmo durante sus agotadoras giras de predicación. En total, Charles escribió cerca de seis mil himnos, de los cuales unos cuantos se siguen utilizando en las iglesias evangélicas de habla castellana.
Algunos de los himnos más conocidos de Charles Wesley:
- "Cariñoso Salvador"
- "Oid un son en alta esfera"
- "Tocad, trompetas ya"
- "Sólo excelso amor divino"
- "Ved del cielo descendiendo"
- "El Señor resucitó" ("resucitando" una antigua antífona latina del siglo XV)
- "Y nazco para morir?" (Hymno 43 - Idumea); de la Banda Sonora de la película Cold Mountain.

La letra e información sobre los himnos de Charles Wesley se pueden encontrar en Wikisource y en la obra "Hymns and Sacred Poems".